# Prasinocyma hailei
Prasinocyma hailei är en fjärilsart som beskrevs av Debauche 1937. Prasinocyma hailei ingår i släktet Prasinocyma och familjen mätare. Inga underarter finns listade i Catalogue of Life.